# Oreca 07
L'Oreca 07 è una vettura prototipo della classe LMP costruito da Oreca nel 2017. Costruita seguendo i regolamenti FIA e ACO LMP2 del 2017, ha debuttato nella gara di apertura IMSA al Campionato IMSA WeatherTech SportsCar, alla 24 ore di Daytona, e il suo nel campionato del mondo endurance FIA alla 6 Ore di Silverstone. Sostituisce l'Oreca 05.

## Sviluppo
La preparazione del prototipo ripercorre lo sviluppo dell'Oreca 05. L'obiettivo di Oreca era massimizzare le prestazioni concentrandosi sull'utilizzo di energia e risorse. Il team ha scelto di utilizzare questa strategia non solo per costruire un'auto basata sulla precedente, ma anche per consentire ai team di aggiornare le proprie Oreca 05 in base ai costi. È equipaggiata con un motore V8 Gibson GK-428
La vettura ha eseguito il suo primo test di prova di fabbrica a fine ottobre 2016 sul Circuito Paul Ricard.

## Vetture derivate

### Alpine A470

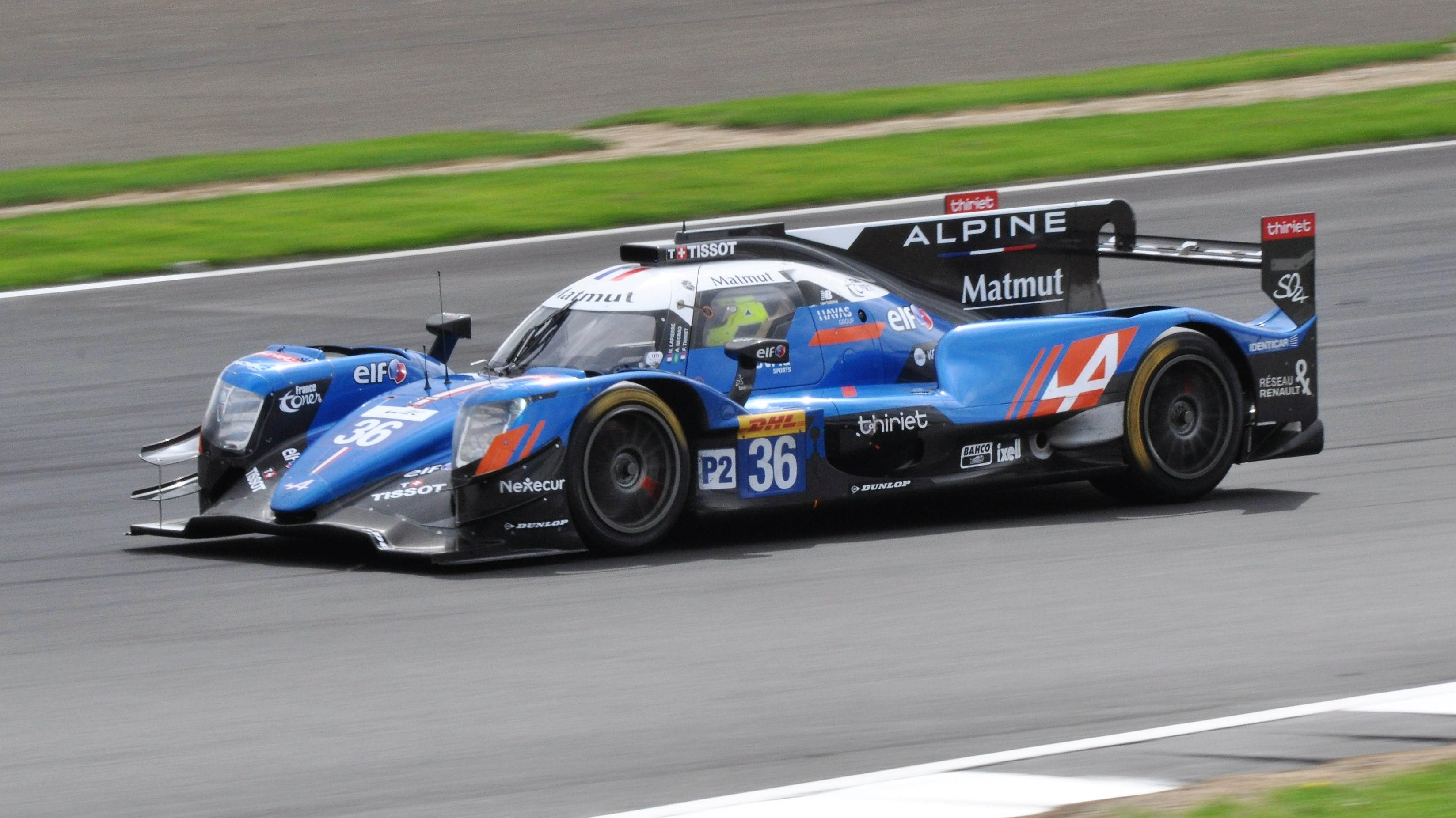
Una Alpine A470

La casa automobilistica francese Alpine ha corso con l'Alpine A470 nel campionato FIA World Endurance. Questa vettura è tecnicamente identica all'Oreca 07, utilizzando lo stesso telaio e gli stessi interni, con marchio Alpine. Questa sostituisce l'Alpine A460, che ha corso e vinto la categoria LMP2 per la stagione 2016 del campionato del mondo endurance. Nel 2021 viene sostituita della Alpine A480, basata sulla Rebellion R13, vettura a sua volta basata sulla Oreca 07.

### Acura ARX-05

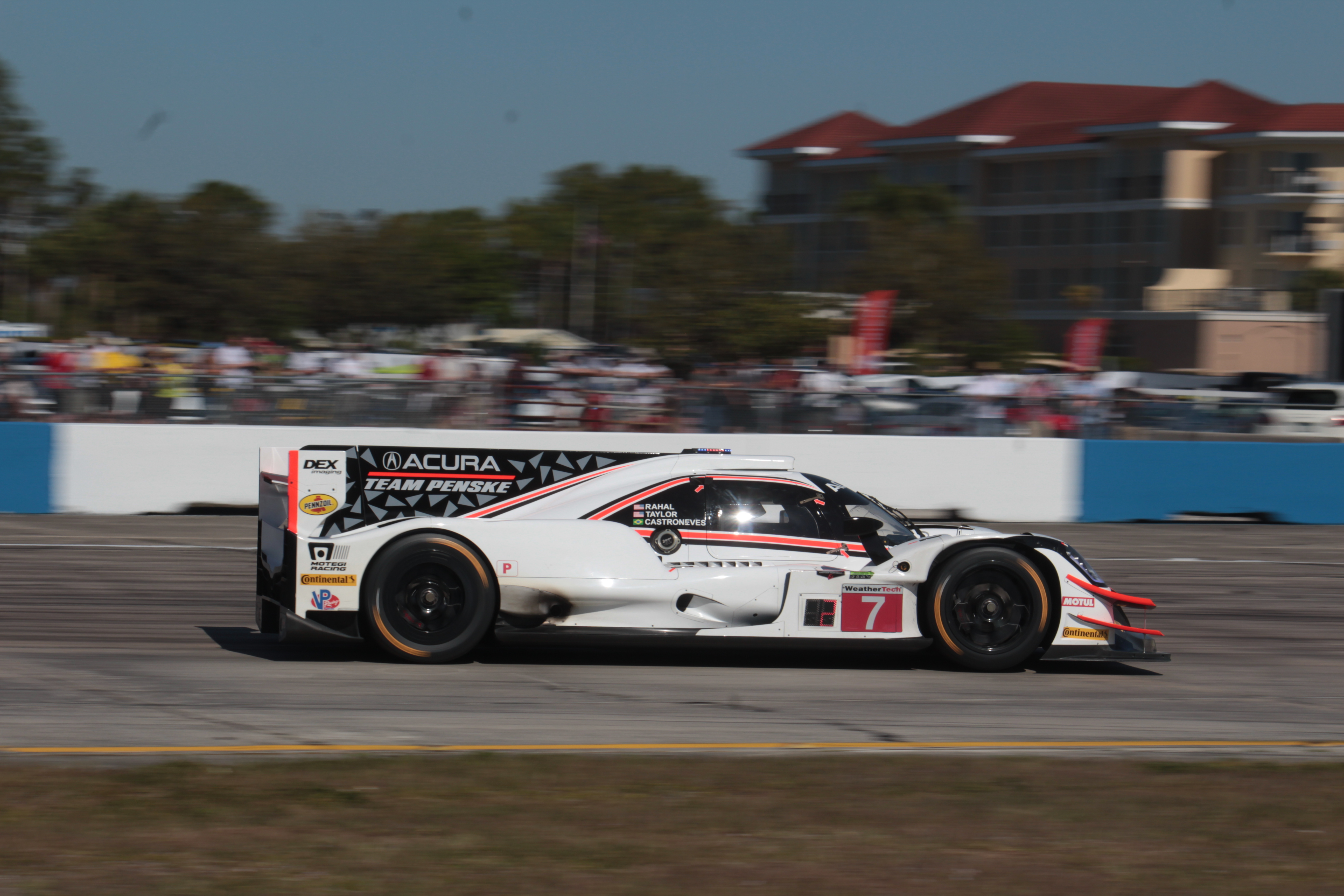
Una Acura ARX-05

Una variante del prototipo, l'Acura ARX-05, è stata creata per la classe di prototipo SportsCar Championship di IMSA secondo i regolamenti DPi. L'auto è stata sviluppata in collaborazione con Honda Performance Development e Oreca. Il propulsore del veicolo è un V6 biturbo Acura AR35TT da 3,5 litri. Altre modifiche includono la carrozzeria specifica per Acura.

### Aurus 01

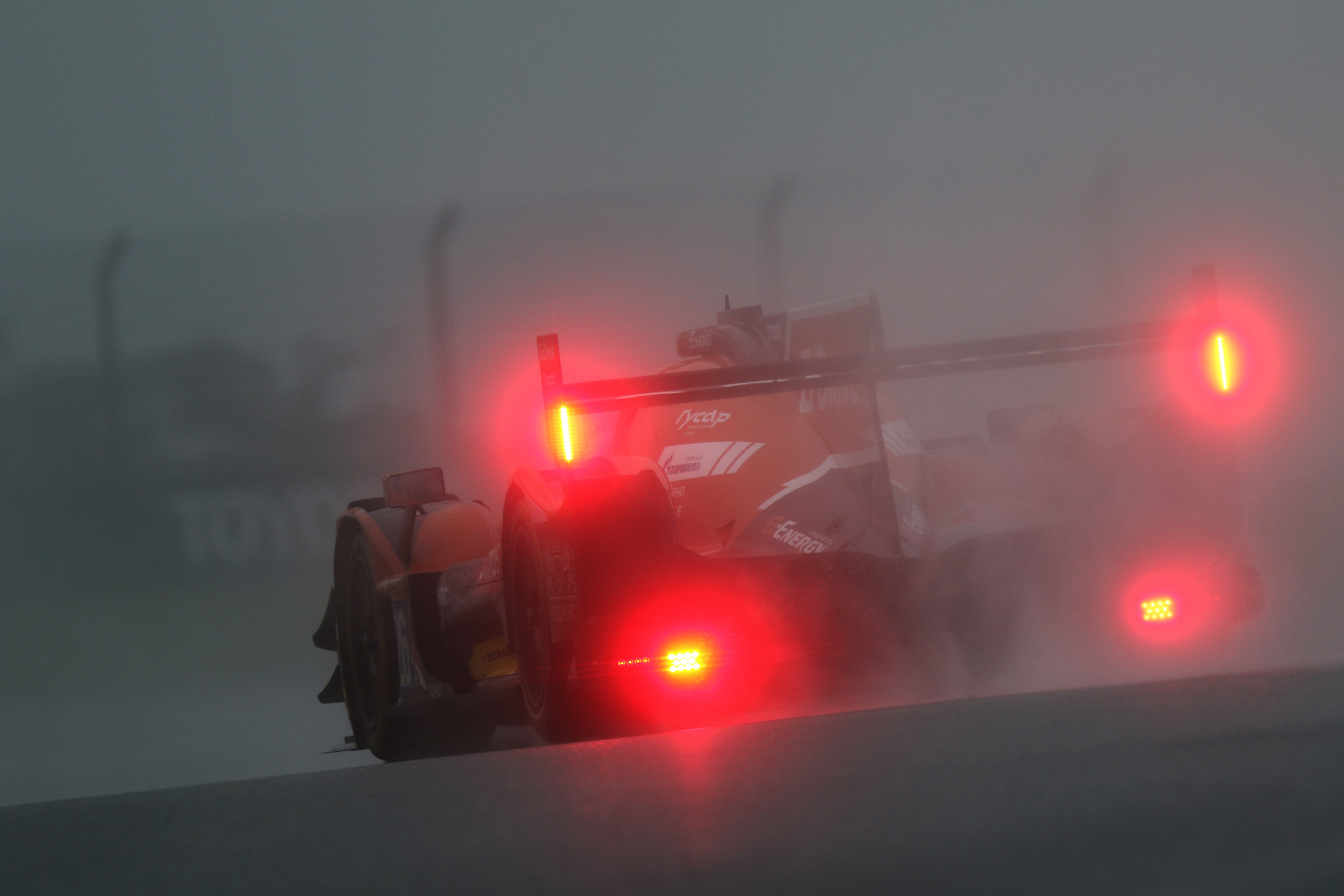
Luci posteriori della G-Drive Oreca 07 in mostra sotto la pioggia

G-Drive Racing ha gareggiato con Oreca 07 nel 2017 e nel 2018. La casa automobilistica russa Aurus Motors ha collaborato con loro nel 2019 per rinominarla Aurus 01 e gareggiare nella European Le Mans Series. Questa vettura è tecnicamente identica all'Oreca 07, utilizza lo stesso telaio e interni, con il marchio Aurus.